# Saint-Trinit
Saint-Trinit – miejscowość i gmina we Francji, w regionie Prowansja-Alpy-Lazurowe Wybrzeże, w departamencie Vaucluse.
Według danych na rok 1990 gminę zamieszkiwało 86 osób, a gęstość zaludnienia wynosiła 5 osób/km² (wśród 963 gmin regionu Prowansja-Alpy-W. Lazurowe Saint-Trinit plasuje się na 706. miejscu pod względem liczby ludności, natomiast pod względem powierzchni na miejscu 554.).

## Populacja

Populacja Saint-Trinit w latach 1962-2008